# DFS 230 (滑空機)
DFS230
- 用途：輸送用グライダー
- 設計者：ハンス・ヤコブス
- 製造者：ゴーター鉄道貨車製造会社
- 運用者：ドイツ空軍
- 初飛行：1937年
- 運用開始：1938年

DFS 230 は8人の完全武装兵士とその装備を輸送することができる軍用グライダーである。
第二次世界大戦におけるドイツ空軍の空挺作戦に投入された。

## 沿革
ドイツ滑空機研究所のハンス・ヤコブス (Hans Jacobs) を中心にイギリスのゼネラル・エアクラフト ホットスパー グライダーを参考に開発された。1936年10月に最初のモックアップ、翌1937年にプロトタイプが完成し、ハンナ・ライチュによる試験飛行の後、生産が開始された。これが DFS 230 A-1 である。
本機の胴体は正方形断面の鋼管羽布張り、主翼は翼端が丸いテーパー翼で、前面は合板仕上げ、後部は羽布張りである。車輪は離陸後に切り離され、着陸は木製の橇でおこなわれた。
最初の実戦参加は、1940年5月10日に実施された、ベルギー軍のエバン・エマール要塞攻略戦である。7機の本機に分乗した突撃工兵はエンジン音もなく要塞を急襲し、大きな抵抗を受けることなく要塞を占領することに成功した。
ドイツ軍によるこの種の空挺作戦の最大のものは、翌1941年5月20日から実施された、イギリス軍の防衛するクレタ島の攻略である。落下傘降下、グライダー降下及び船舶による敵前強行上陸を組み合わせた攻略作戦は成功したものの、ドイツ軍の精鋭部隊である降下猟兵が大きな損害を被ったため、以後二度とこの種の大規模な空挺作戦が行われることはなかった。
DFS 230 A-1 に続く、DFS 230 B-1 では、着陸距離を短縮するためのドラッグシュートと防御兵器が追加された。本機はアフリカ戦線や東部戦線で補給物資の輸送にも使われたが、もっとも有名な作戦は、イタリア・アブルッツォ州のグラン・サッソの山頂に所在するホテルに軟禁されていたムッソリーニの救出である。この作戦では山頂の狭い場所に着陸するために胴体前部に3個の逆噴射ロケットを追加装備したDFS 230 C-1 が12機使用された。
最終的に1,500機以上がゴータ車両製造で製造された。曳航機は主にユンカース Ju 52/3m あるいは、ドルニエ Do 17、 ハインケル He 111、メッサーシュミット Bf110 が使用された。

## 派生型

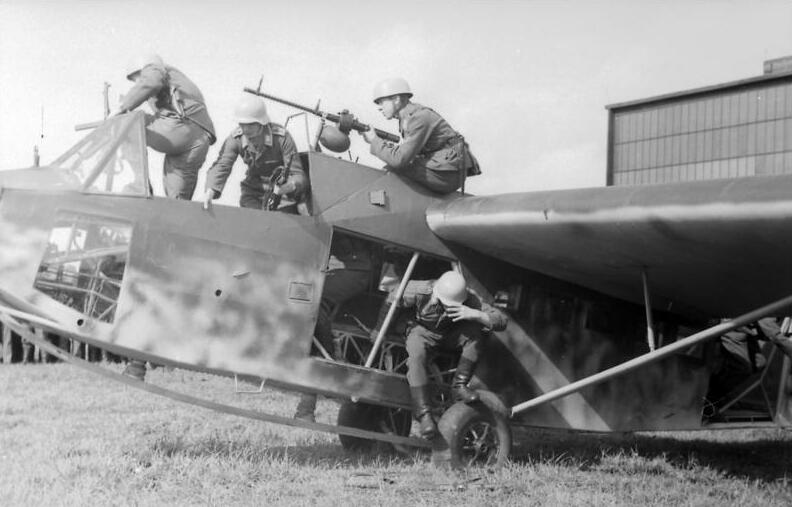
演習で使用されるDFS 230

- DFS 230 A-1 - 最初の生産型。
- DFS 230 A-2 - A-1に複操縦装置を追加。
- DFS 230 B-1 - ドラッグシュートと防御武装を追加。
- DFS 230 B-2 - B-1に複操縦装置を追加。
- DFS 230 C-1 - 後期の主生産型。B-1の機首に逆噴射ロケットを追加。
- DFS 230 D-1 - C-1の逆噴射ロケットを強化した試作型 (V6)
- DFS 230 F-1 - 定員を15人に大型化した試作型 (V7, DV+AV)
- フォッケ・アハゲリス Fa 225 - DFS 230の機体にFa 223の回転翼を取り付けたグライダー実験機。

## 性能

DFS 230

出典: 英語版記事より
諸元
- 乗員: 2人
- 定員: 10人
- 全長: 11.3m （37ft）
- 全高: 2.8m （9ft4in）
- 翼幅: 21.1m（69ft1in）
- 翼面積: 38.1m2 （410ft2）
- 最大離陸重量: 2100kg （4630lb）

性能
- 最大速度: 161km/h
- 翼面荷重: 53.5kg/m2